# Austrazenia tusa
Austrazenia tusa là một loài bướm đêm thuộc họ Noctuidae. Nó được tìm thấy ở Úc.